# Messier 5
Messier 5 je kroglasta zvezdna kopica v ozvezdju Kače. Odkril jo je Gottfried Kirch leta 1702. Ne smemo je zamenjevati z bolj oddaljeno in manj svetlo kopico Palomar 5, ki leži razmeroma blizu na nebu.

## Odkritje in vidljivost
Messier 5 je v izjemno dobrih razmerah vidna s prostim očesom kot šibka zvezda v kližini zvezde 5 Kače. Z daljnogledom ali manjšim teleskopom je prepoznavna kot nezvezdni objekt, v večjih teleskopih pa prepoznamo nekaj posameznih zvezd.
Odkril jo je nemški astronom Gottfried Kirch, medtem ko je opazoval komet. Charles Messier jo je prav tako zaznal leta 1764, vendar je predvideval, da gre za meglico brez zvezd. William Herschel je bil prvi, ki jo je razdrobil na posamezne zvezde.

## Značilnosti
Z 165 ly v premeru je ena največjih znanih kroglastih kopic. Oddaljena je 24 500 ly in vsebuje okoli 100 000 zvezd, po nekaterih ocenah kar 500 000.

## Omembe vredne zvezde
105 zvezd v M5 je spremenljivk, najsvetlejša ima navidezni sij 10,6 ob maksimumu in 12,1 ob minimumu.
V njej so opazili tudi pritlikavo novo.